# Cacosceles newmannii
Cacosceles newmannii är en skalbaggsart som först beskrevs av Thomson 1877.  Cacosceles newmannii ingår i släktet Cacosceles och familjen långhorningar.
Artens utbredningsområde är:
- Moçambique.
- Swaziland.

Inga underarter finns listade.